# Liste des drapeaux de Papouasie-Nouvelle-Guinée
Cet article liste les drapeaux utilisés en Papouasie-Nouvelle-Guinée.

## Drapeau national
| Drapeau | Date         | Utiliser                                | Description |
| ------- | ------------ | --------------------------------------- | --- |
|         | 1971–présent | Drapeau de la Papouasie-Nouvelle-Guinée | Divisé en diagonale du coin supérieur côté mât au coin inférieur côté mouche : le triangle supérieur est rouge avec la silhouette d'or d'un paradisier de Raggi en vol, tandis que le triangle inférieur est noir avec la croix du Sud, composée de quatre étoiles blanches à cinq branches plus grandes et d'une étoile plus petite. Le rouge et le noir sont depuis longtemps les couleurs de la Papouasie-Nouvelle-Guinée, le paradisier de Raggi est l'oiseau national du pays et la Croix du Sud représente sa position dans l'hémisphère sud,. La proposition originale de 1970 de Hal Holman a reçu un accueil principalement négatif, en raison de son apparence « mécaniquement forcée » ; et c'est pourquoi la proposition alternative attribuée à Susan Karike a été choisie à la place. |
|         | 1840–présent | Union Jack                              | Il flotte dans le pays aux côtés du drapeau national. Le drapeau britannique est hissé pour montrer l'unité et la loyauté du pays envers la Couronne. Lorsqu'un membre de la famille royale visite la Papouasie-Nouvelle-Guinée, il est accueilli et reçoit le salut royal avec le drapeau britannique de Papouasie-Nouvelle-Guinée. |

## Drapeau du gouverneur général
| Drapeau | Date         | Utiliser                                                    | Description |
| ------- | ------------ | ----------------------------------------------------------- | --- |
|         | 1975–présent | Étendard du gouverneur général de Papouasie-Nouvelle-Guinée | Un champ bleu foncé comportant une couronne de Saint-Édouard surmontée d'un lion, au-dessus d'un parchemin portant le texte PAPUA NEW GUINEA. |

## Pavillons
| Drapeau | Date         | Utiliser                                    | Description                                                                       |
| ------- | ------------ | ------------------------------------------- | --------------------------------------------------------------------------------- |
|         | 1975–présent | Pavillon naval de Papouasie-Nouvelle-Guinée | Un pavillon blanc avec le drapeau de la Papouasie-Nouvelle-Guinée dans le canton. |

## Drapeaux provinciaux
| Drapeau | Date d'adoption | Territoire                                    | Description |
| ------- | --------------- | --------------------------------------------- | ----------- |
|         |                 | Drapeau de la Région autonome de Bougainville |             |
|         |                 | Drapeau de la Province centrale               |             |
|         |                 | Drapeau de Simbu                              |             |
|         |                 | Drapeau des Hautes-Terres orientales          |             |
|         |                 | Drapeau de la Nouvelle-Bretagne orientale     |             |
|         |                 | Drapeau du Sepik oriental                     |             |
|         |                 | Drapeau d'Enga                                |             |
|         |                 | Drapeau de la Province du Golfe               |             |
|         |                 | Drapeau de Hela                               |             |
|         |                 | Drapeau de Jiwaka                             |             |
|         |                 | Drapeau de Madang                             |             |
|         |                 | Drapeau de Manus                              |             |
|         |                 | Drapeau de la Province de la Baie de Milne    |             |
|         |                 | Drapeau de Morobe                             |             |
|         |                 | Drapeau du District de la capitale nationale  |             |
|         |                 | Drapeau de la Nouvelle-Irlande                |             |
|         |                 | Drapeau de la Province du Nord                |             |
|         |                 | Drapeau des Hautes-Terres méridionales        |             |
|         |                 | Drapeau de la Province de l'Ouest             |             |
|         |                 | Drapeau des Hautes-Terres occidentales        |             |
|         |                 | Drapeau de la Nouvelle-Bretagne occidentale   |             |
|         |                 | Drapeau de Sandaun                            |             |

## Drapeaux historiques
| Drapeau | Date      | Utiliser                                             | Description |
| ------- | --------- | ---------------------------------------------------- | --- |
|         | 1884-1899 | Drapeau de la Compagnie allemande de Nouvelle-Guinée | Un champ blanc avec le drapeau tricolore allemand sur le canton et surchargé d'un lion noir portant une épée rouge.        |
|         | 1884–1888 | Drapeau de la Nouvelle-Guinée britannique            | Un pavillon britannique bleu avec un disque blanc dans la mouche représentant la couronne Tudor sur les initiales « NG ».  |
|         | 1888–1906 | Drapeau de la Nouvelle-Guinée britannique            | Un pavillon britannique bleu avec un disque blanc dans la mouche représentant la couronne Tudor sur les initiales « BNG ». |
|         | 1921–1971 | Drapeau du territoire de la Nouvelle-Guinée          | Un pavillon britannique bleu avec un disque blanc dans la mouche représentant la couronne Tudor sur les lettres « TNG ».   |
|         | 1906–1971 | Drapeau du territoire de Papouasie                   | Un pavillon britannique bleu avec un disque blanc dans la volée représentant la couronne Tudor sur le nom « PAPOUASIE ».   |

### Drapeaux vice-royaux
| Drapeau | Date      | Utiliser                                      | Description                                                                                              |
| ------- | --------- | --------------------------------------------- | --- |
|         | 1906–1945 | Drapeau du lieutenant-gouverneur de Papouasie | Un Union Jack surchargé d'un disque blanc au centre comportant le nom « PAPUA » surmonté d'une couronne. |

### Drapeaux sportifs
| Drapeau | Date      | Utiliser                                        | Description |
| ------- | --------- | ----------------------------------------------- | --- |
|         | 1965–1970 | Drapeau spécifique pour les événements sportifs | Drapeau déployé pour le territoire lors d'événements sportifs internationaux. Un paradisier de Raggi rouge et jaune y figure sur un champ vert. |

### Drapeaux proposés
| Drapeau | Date               | Utiliser                                               | Description |
| ------- | ------------------ | ------------------------------------------------------ | --- |
|         | Entre 1884 et 1914 | Drapeaux proposés pour la Nouvelle-Guinée allemande    | Premier dessin intégrant le drapeau tricolore horizontal noir-blanc-rouge de l'Empire allemand.                                                    |
|         | Entre 1884 et 1914 | Drapeaux proposés pour la Nouvelle-Guinée allemande    | Un autre dessin incorporant le drapeau tricolore horizontal noir-blanc-rouge de l'Empire allemand.                                                 |
|         | Entre 1884 et 1914 | Drapeaux proposés pour la Nouvelle-Guinée allemande    | Un autre dessin incorporant le drapeau tricolore horizontal noir-blanc-rouge de l'Empire allemand.                                                 |
|         | 1970–1971          | Proposition de drapeau de la Papouasie-Nouvelle-Guinée | Drapeau tricolore vertical bleu, or et vert, avec une Croix du Sud blanche dans le guindant et un paradisier de Raggi blanc. Conçu par Hal Holman. |